# Fabronia ravenelii
Fabronia ravenelii là một loài Rêu trong họ Fabroniaceae. Loài này được Sull. mô tả khoa học đầu tiên năm 1856.